# Begin Again (Taylor Swift)
Begin Again è un brano musicale della cantautrice statunitense Taylor Swift pubblicato il 25 settembre 2012 come singolo promozionale del suo quarto album in studio Red e successivamente pubblicato come secondo singolo ufficiale il 1º ottobre 2012. Nella sua prima settimana il brano ha registrato un'audience radiofonica di due milioni di ascoltatori.

## Composizione e pubblicazione
La Swift ha presentato in anteprima il brano a Good Morning America il 24 settembre 2012, e durante la presentazione ha annunciato il giorno di pubblicazione del singolo su iTunes, ovvero il giorno seguente. Ha inoltre chiarito che il brano parla della vulnerabilità di una persona che riesce finalmente ad uscire da una brutta relazione.

## Video musicale
Le riprese del video del brano sono iniziate a fine settembre a Parigi. È stato pubblicato ufficialmente il 23 ottobre 2012 sul canale VEVO della cantante.

## Tracce
Download digitale
1. Begin Again – 3:57

## Classifiche
| Classifica            | Posizione massima |
| --------------------- | ----------------- |
| Australia             | 20                |
| Canada                | 4                 |
| Nuova Zelanda         | 11                |
| Regno Unito           | 30                |
| Spagna                | 35                |
| Stati Uniti           | 7                 |
| Stati Uniti (Country) | 10                |

## Begin Again (Taylor's Version)
In seguito alla controversia con la sua precedente casa discografica e la vendita dei master delle pubblicazioni precedenti al suo contratto con la Republic Records, Swift ha cominciato a ri-registrare tutta la sua discografia dal 2006 al 2019, includendo anche brani non inclusi in alcun album in studio. Ogni reincisione presenta la dicitura Taylor's Version nel titolo, per distinguerla dall'incisione originale e quindi dal master non di proprietà della cantautrice.
Il 12 novembre 2021 Taylor Swift ha ripubblicato il brano sotto il nome Begin Again (Taylor's Version), incluso nell'album Red (Taylor's Version).
| Classifica (2021) | Posizione massima |
| ----------------- | ----------------- |
| Canada            | 61                |
| Stati Uniti       | 77                |